# Sadnaleg
Sadnaleg, ook Tri Desongtsen, Wylie:  Khri-Lde-srong -brtsan , (r. 800-ca. 815) wordt in de traditionele lijst van de koningen van Tibet als de veertigste benoemd.

## Achtergrond
Sadnaleg was de jongste zoon van Trisong Detsen (742 - ca. 800).
Er is bij tibetologen lang onduidelijkheid geweest over de laatste periode van Trisong Detsen en omtrent zijn directe opvolgers. In 2003 werd echter in een verzameling in Peking een document gevonden, dat tot dan toe alleen bekend was, omdat er in latere bronnen aan gerefereerd werd. Het handelt om de zogenaamde Pangtangma Catalogus, waarvan de eerste teksten uit even na 840 moeten dateren. Met de kennis van dit document is er bij hedendaagse tibetologen meer consensus gegroeid ten aanzien van de periode van globaal 797- 804. Trisong Detsen had aan het eind van zijn leven nog drie zoons die in leven waren, Muné Tsenpo, Muruk Tsenpo en Mutik Tsenpo, de latere Sadnaleg.
De huidige opvatting is, dat Trisong Detsen in vermoedelijk 797 afstand deed van de troon ten gunste van zijn oudste zoon Muné Tsenpo (r. 797-798). De laatste werd in 798 door zijn moeder, Tsepongza, vermoord. In een aantal veel latere Tibetaanse bronnen zou de moeder dat gedaan hebben uit jaloezie om de buitengewone schoonheid van de belangrijkste vrouw van Muné Tsenpo. Waarschijnlijker is echter dat Tsepongza, een overtuigd antiboeddhist, dacht hiermee de belangen van haar clan te dienen.
Van 798 tot aan zijn dood in vermoedelijk 800 is er dan sprake van een tweede periode van Trisong Detsen waarin hij het rijk regeert samen met de door hem gekozen opvolger, zijn jongste zoon Sadnaleg. Na de dood van Trisong Detsen wist echter Muruk Tsenpo de macht te grijpen en oefent tot 802 alleen het koningschap uit.
Er waren echter ook grote bezwaren tegen Muruk Tsenpo, omdat hij een zoon van een belangrijke aristocraat zou hebben vermoord. Dat leidde ertoe, dat Sadnaleg vanaf 802 weer koning werd. Het koningschap werd nu door Sadnaleg en Muruk Tsenpo gezamenlijk bekleed.
De Pangtangma Catalogus vermeldt op dit punt dat Muruk Tsenpo daarbij wel ondergeschikt was aan zijn jongere broer Sadnaleg. In 804 werd Muruk Tsenpo vermoord, waarna Sadnaleg tot 815 regeerde.

## De situatie van het rijk
Vanaf 797 tot 804 had er in termen van leiderschap een onduidelijke situatie in het Tibetaanse rijk bestaan. Er zijn echter nauwelijks aanwijzingen dat dit enig effect heeft gehad op de stand van zaken in de door Tibet beheerste gebieden van Centraal-Azië. Hier ging de strijd onverminderd voort en de leiding was in handen vaak plaatselijke commandanten. De belangrijkste van deze waren de militaire gouverneurs die als onderkoningen functioneerden en in die periode ook niet veel ondersteuning nodig hadden voor de controle over hun eigen domeinen en gebieden.
In het begin van zijn regeringsperiode waren er met name militaire confrontaties met de Arabieren. Een Arabische bron meldt dat de Tibetanen de stad Samarkand, de toenmalige hoofdstad van Transoxanië belegerden. Haroen ar-Rashid (overleden 809) zou overleden zijn op de weg naar Samarkand om de stad te ontzetten.
In het laatste deel van zijn regeringsperiode was er voortdurend sprake van wisselende coalities tussen Chinezen, Tibetanen, Arabieren en Oeigoeren. Tijdens deze periode vroeg het rijk van de Oeigoeren herhaaldelijk een Chinese prinses, die dan uitgehuwelijkt zou moeten worden aan de khan van de Oeigoeren. Die wens werd uiteindelijk ingewilligd.
Dit werd door het Tibetaanse rijk - terecht - geïnterpreteerd als een strategische alliantie met het voornaamste doel de Tibetanen uit het gebied van de Gansu-corridor te verdrijven. Er zou vanaf dat moment militaire druk op het gebied van de corridor kunnen worden uitgeoefend vanuit zowel het westen als het oosten. De corridor was de belangrijkste route van het noorden van China naar het Tarimbekken en naar de markten in Centraal-Azië.
Dit leidde tot een serie militaire confrontaties die ook nog zouden voortduren in de tijd van zijn opvolger Ralpachan ( 806-841 ) en pas eindigde bij de vredesverdragen van 821/822, waaronder het verdrag van Chang'an.

## Het boeddhisme

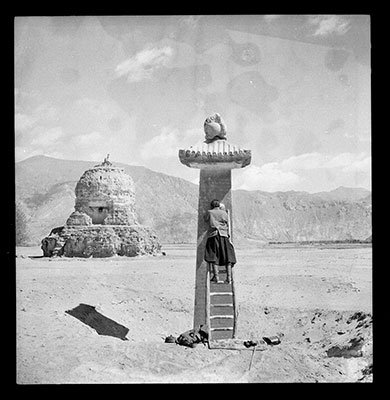
De Tibetaanse assistent van Hugh Richardson kopieert de inscriptie op de pilaar van Karchung

Met name in het laatste deel van de periode van Sadnaleg is het beleid ten aanzien van het boeddhisme in het land een voortzetting van dat van Trisong Detsen. De meest zichtbare vorm daarvan is de zeer uitgebreide inscriptie op de pilaar bij de tempel van Karchung, die in 812 werd ingewijd. De tekst vernieuwt de eed van zijn vader Trisong Detsen (742-ca. 800) zoals verwoord in de tekst op de pilaar van Samye. De tekst op de pilaar van Karchung gaat nog iets verder.
De tekst op de pilaar van Samye spreekt alleen over de intenties van de koning en een kleine groep anderen het boeddhisme als de voor hen leidende religieuze beweging te accepteren.In de tekst op de pilaar van Karchung wordt voor het eerst de ambitie uitgesproken dat dit voor geheel Tibet en al zijn inwoners zou moeten gelden.
 De Tsenpo en zijn nakomelingen zullen vanaf de tijd dat ze jong zijn tot de tijd dat ze als koning van het rijk functioneren leraren krijgen die hen de doctrine zullen onderwijzen totdat ze die beheersen. En zo zal de poort waardoor geheel Tibet de doctrine zal leren en toepassen nooit gesloten worden. 
 En voor de Tibetanen van de edelen tot aan alle  onderdanen zal de poort die naar de bevrijding leidt nooit gesloten zijn en zal vanuit diegenen die daartoe in staat zijn abten benoemd worden die het onderricht van de Boeddha uitvoeren
 Dit is nu tot principe en uitgangspunt van het handelen gemaakt, geautoriseerd en in overeenstemming met de registratie van de hemelse en koninklijke bezittingen. Wij zullen deze eed altijd naleven en nooit veranderen. Wij bidden dat de supramundane en mundane goden en geesten getuige van de eed mogen zijn. Zo zweert de tsenpo en al zijn ministers deze eed.
Er worden zevenenzestig personen benoemd met vermelding van hun functies die deze eed gezworen hebben. Daarbij een aantal vrouwen van Sadnaleg, hoewel niet zijn belangrijkste vrouw. Voor de eerste keer worden nu twee boeddhistische ministers met naam genoemd, de eerste ministers van het Tibetaanse rijk die openlijk hun boeddhistische overtuiging uitdragen.
Vanaf de periode van Sadnaleg heeft een vorm van georganiseerd boeddhisme een plaats in de Tibetaanse politiek gekregen. Hier begint ook de verwevenheid van zowel de politieke als de boeddhistisch- religieuze dimensie van de koninklijke autoriteit. Dat wordt ook duidelijk uit diverse teksten.
 Het Lexicon van de Twee Verzamelingen  is vooral bedoeld als een vorm van een tweetalige woordenlijst Sanskriet, Tibetaans. In de preambule geeft Sadnaleg instructies voor het op een correcte werkwijze vertalen van religieuze teksten, maar vermeldt ook uitdrukkelijk hierbij een aantal politieke en militaire gebeurtenissen. 